# Farnham Maxwell-Lyte
Farnham Maxwell-Lyte (někdy Farnham Maxwell Lyte ) (10. ledna 1828 – 4. března 1906) byl anglický chemik a průkopník řady technik v oblasti fotografického zpracování. Jako fotograf je známý pohledy na francouzské Pyreneje.

## Životopis
Maxwell-Lyte se narodil 10. ledna 1828 v Brixhamu, Devonu, jako páté a poslední dítě básníka a skladatele Henryho Francise Lyteho (autora chvalozpěvu Abide with Me) a Anně Maxwellové. V roce 1851 se oženil s Eleanorou Julií Boltonovou (1828 - 1896), dcerou Cornelia H. Boltona z Faithleggu, Hrabství Waterford, se kterou měli pět dětí. Jeho syn Cecil Henry Maxwell-Lyte si 4. října 1894 vzal Hon. Mary Lucy Agnes Stourtonovou, dceru barona Alfreda Josepha Stourtona a Mary Margarety Corballové.
Farnhamovi bylo 16 let, když se poprvé setkal s fotografií a slyšel zprávy o novém vynálezu kalotypie Williama Henryho Fox Talbota. V roce 1846 nastoupil na školu Christ's College v Cambridge, kde v roce 1851 absolvoval obor chemické inženýrství s titulem BA a titul MA získal v roce 1863. Po absolvování Cambridge se stal důstojníkem a byl spolupracovníkem Smeatonian Society of Civil Engineers a spolupracovníkem Chemical Society.

## Fotografie
V roce 1853 odcestoval kvůli špatnému zdraví do Luz-Saint-Sauveur v Pyrenejích a v roce 1856 se k němu připojila jeho rodina. Usadil se v Pau a navštěvoval Anglický kroužek, kde se seznámil se skupinou fotografů včetně Johna Stewarta, Jean-Jacquese Heilmanna, Pierra Langlumée nebo Louise Désiré Blanquart-Evrarda, kteří byli známí jako "Group of Pau" ("Skupina Pau"). Ve Francii žil od roku 1853 do roku 1880. V roce 1854 byl jedním ze zakladatelů společnosti Société française de photographie a byl také čestným členem Královské fotografické společnosti.

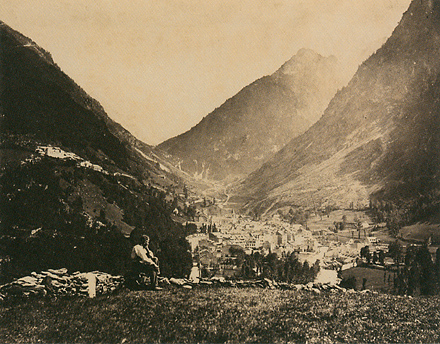
Pyreneje, 1860

### Chemické procesy
Jako chemik a fotograf Maxwell-Lyte je autorem mnoha vylepšení v oblasti techniky fotografického zpracování, práce s kolodiem a voskovým papírem a zavedení procesu svého vlastního vynálezu, který nazval métagélatine; tento proces byl přijat několika fotografy a je popsán jako "Metagelatine Dry Process" ve Wilsonově díle Cyclopedic Photograp. In 1854 he wrote up the results of his investigations into what became known as the "honey" process.
Jednalo se o "metodu zlepšování mokrého kolodiového procesu prodloužením životnosti senzibilizované (citlivé) desky". Jak název naznačuje, v tomto procesu se med používal nejen jako konzervační roztok, tak i jako zásyp (vydání magazínu Notes and Queries ze 17. června 1854 obsahuje jeho popis a analýzu jeho experimentů s procesem). Maxwell-Lyteův dopis se objevil čtrnáct dní poté, co George Shadbolt, bývalý redaktor časopisu British Photographic Journal, kontaktoval nezávislou fotografickou společnost (nyní společnost Royal Photographic Society) a uvedl svůj popis stejného experimentu s medem.

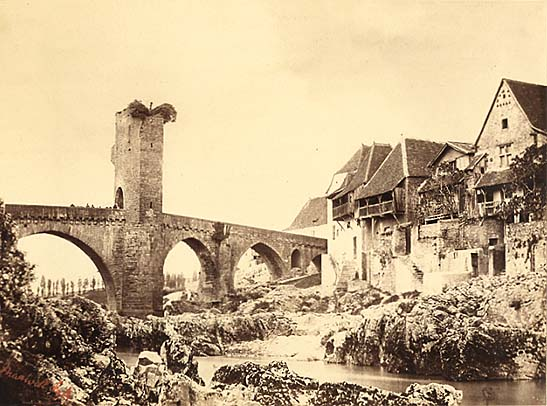
Most d'Orthez, Pyreneje, asi 1858

Byl jedním z průkopníků, kteří při vyvolávání fotografií vkládali do krajinné fotografie náhradní oblohu, aby zmírnili problémy citlivosti kolodiových desek. (Obloha byla v mnoha případech přexponovaná a bez kresby.) Techniku popsal 6. listopadu 1861 v dopisu redakci časopisu Moniteur de la photographyie. V dubnovém vydání časopisu British Journal of Photography publikoval své poznatky o přítomnosti "anti-chloru" ve fotografickém papíru, což je látka, která ohrožuje stabilitu stříbrných tisků. Představil mimo jiné také boraxové a fosfátové tonizační koupele, které se používají dodnes (2009), stejně jako průkopnické použití jodidu.

### Krajinářská fotografie
Maxwell-Lyte pořizoval scénické snímky ještě před tím, než komerční fotografové začali fotografovat a prodávat ve velkém nákladu pohlednice. Což byla typická práce komerčního fotografa v šedesátých a sedmdesátých letech 19. století. Dan Younger v poznámkách k výstavě starožitných fotografií na Kenyon College uvedl:
Bohatí amatérští fotografové ve Velké Británii - většinou šlechtici s velkými pozemky - fotografovali v 50. letech 19. století bez širokého publika mimo jejich vlastní okruh, a proto s malým nebo žádným komerčním úmyslem (příklad tohoto amatérského období je vidět na tiscích na slaném papíru Maxwella Farnhama Lyteho). Privilegovovaní amatéři se snažili prostřednictvím malých výměnných klubů vzájemně komunikovat o technických a estetických možnostech fotografie své doby.

Maxwell-Lyte v Pyrenejích fotografoval hory, vesnice, vodopády a mosty, často vystavoval své fotografie pod záštitou Société française de photographyie. Vystavoval téměř každoročně od roku 1855 do roku 1865 ve městech jako je Londýn, Glasgow, Edinburgh nebo Paříž a získal několik mezinárodních ocenění: v roce 1855 získal stříbrnou medaili na expozice Universelle v Paříži, a jeho cyklus Pyrenean landscapes (Pyrenejské krajiny) získal v roce 1859 zlatou medaili v Bordeaux. Také pravidelně předkládal fotografie na výročních výstavách Photographic Society of Scotland v Edinburghu, své příspěvky posílal poštou z domu v Pau a získal stříbrné medaile na 5. výstavě (za Pierrefith) a 7. výstavě (za Lac d'Oo). Ohledně důkladnosti jeho instrukcí pro přepravu jeho křehkých tisků z Pau do Skotska otiskly noviny Daily Scotsman z 26. prosince 1859:
Maxwell Lyte: Bagneres di Bigonne [sic] – Vynikající exemplář. Další exempláře stejného umělce jsou podobně dobré; a šťastně dodáváme, že poškození, které tyto krásné pohledy utrpěly propíchnuty hřebíkem při dopravě do této země, byly obratně opraveny a jejich celkový účinek není narušen.

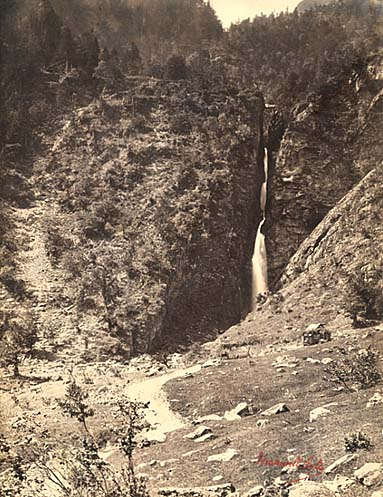
Kaskáda d'Enfer mezi Castillon-de-Larboust a Cazeaux-de-Larboust, Haute-Garonne, Pyreneje, asi 1858

Několik jeho fotografií bylo v roce 1858 zahrnuto ve svazku Pyrenejské pohledy s názvem Vues, costumes et monuments des Pyrénées, copies de grands maîtres.

## Société Ramond
V roce 1864 byl Maxwell-Lyte jedním z zakladatelů společnosti Société Ramond, která se věnovala etnografickému a vědeckému studiu Pyrenejí. Ačkoli se nezúčastnil prvního setkání v hotelu des Voyageurs v Gavarnie, kterého se zúčastnili Henry Russell, Charles Packe, Émilien Frossard a jeho dva synové, navštívil druhé setkání ve Frossardově domě v Bagnères-de-Bigorre. Na této schůzi byly stanoveny pravidla pro přijímání členů, společnost dostala své jméno a bylo rozhodnuto o výkonných funkcích; Maxwell-Lyte byl zvolen jako první vicepresident společnosti. Z iniciativy Société Ramond byla vybudována observatoř Pic du Midi de Bigorre. Před jeho stavbou Maxwell-Lyte uskutečnil pozorování velkým dalekohledem a fotografoval zatmění Slunce 18. července 1860. Také provedl meteorologická pozorování a po dvou letech zaznamenávání teploty stanovil průměrnou teplotu na Bagnères-de-Bigorre.

## Pozdější léta
Maxwell-Lyte se zřekl fotografování, když se s rodinou přestěhoval do města Dax. Vrátil se ke své původní profesi důlního inženýra, koupil sirné prameny Moudangu a solný důl v Daxu, ale nebyl úspěšný. Zemřel náhle v roce 1906 v rezidenci Finborough Road v jižním Kensingtonu v Londýně a byl pohřben na St Mary Boltons v Kensingtonu. Ve svém přehledu z roku 1906 zaznamenal jeho smrt britský časopis British Journal of Photography a otiskl následující text:
Smrtí Farnhama Maxwella Lyteho přišla fotografie o jednoho ze svých pracovitých pionýrů, ačkoli jeho aktivní spojení s fotografií trvalo jen asi šestnáct let - od roku 1854 do roku 1870. Jeho nejvýznamnějším úspěchem ve fotografickém procesu však byl vynález tzv. "medového" procesu, díky kterému mohla být mokrá kolodiová deska zachována v provozuschopném stavu několik dní ... Pan Lyte byl také jeden z prvních, který poukázal na "anti-chlorové" nečistoty v papírech a jejich nebezpečí pro fotografie obsahující stříbro. Byl původcem boraxových a fosfátových tonizačních koupelí a zavedením jodu do emulze kolodií pro lepší barevné vykreslování.

## Galerie

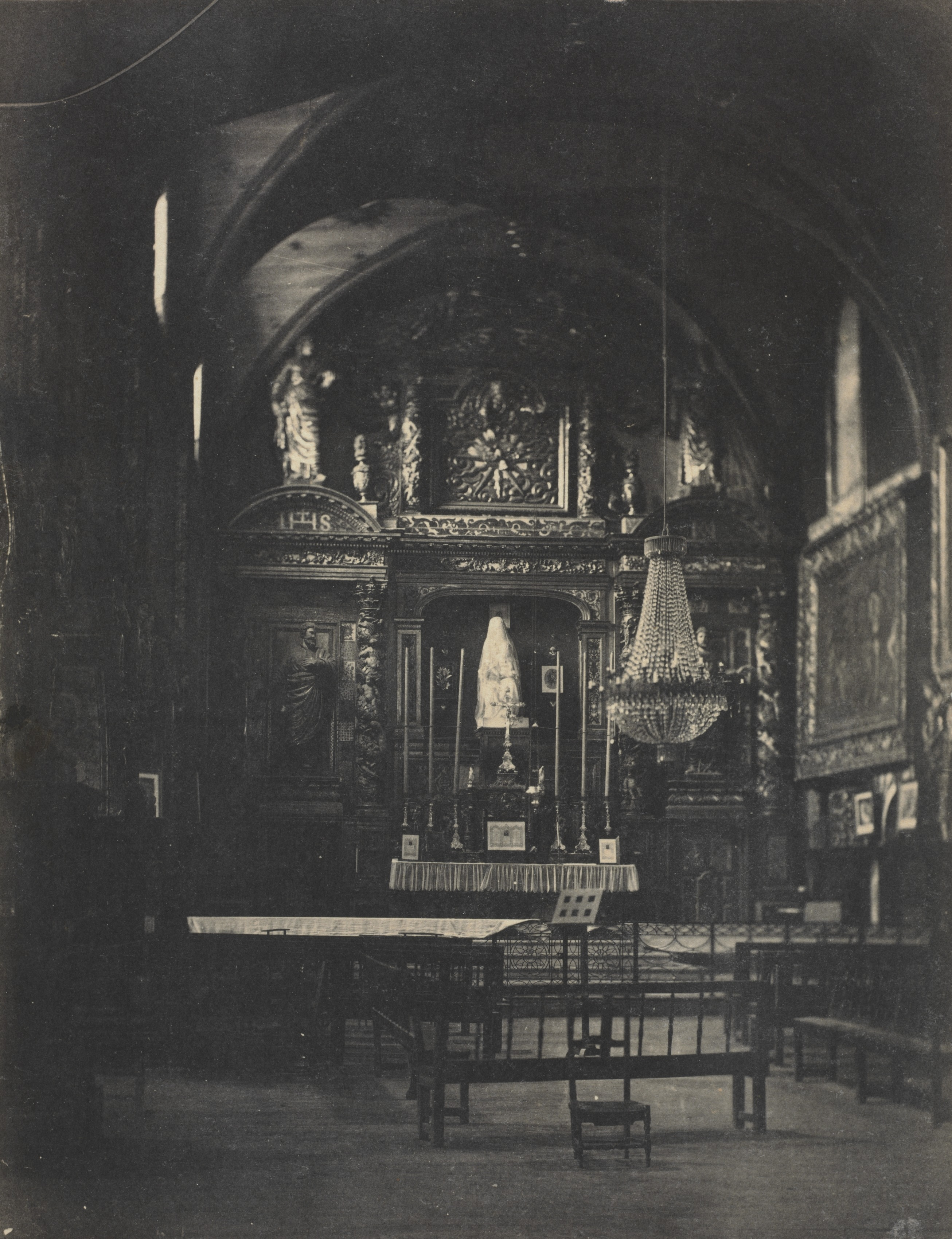
Interiér kostela, 1850
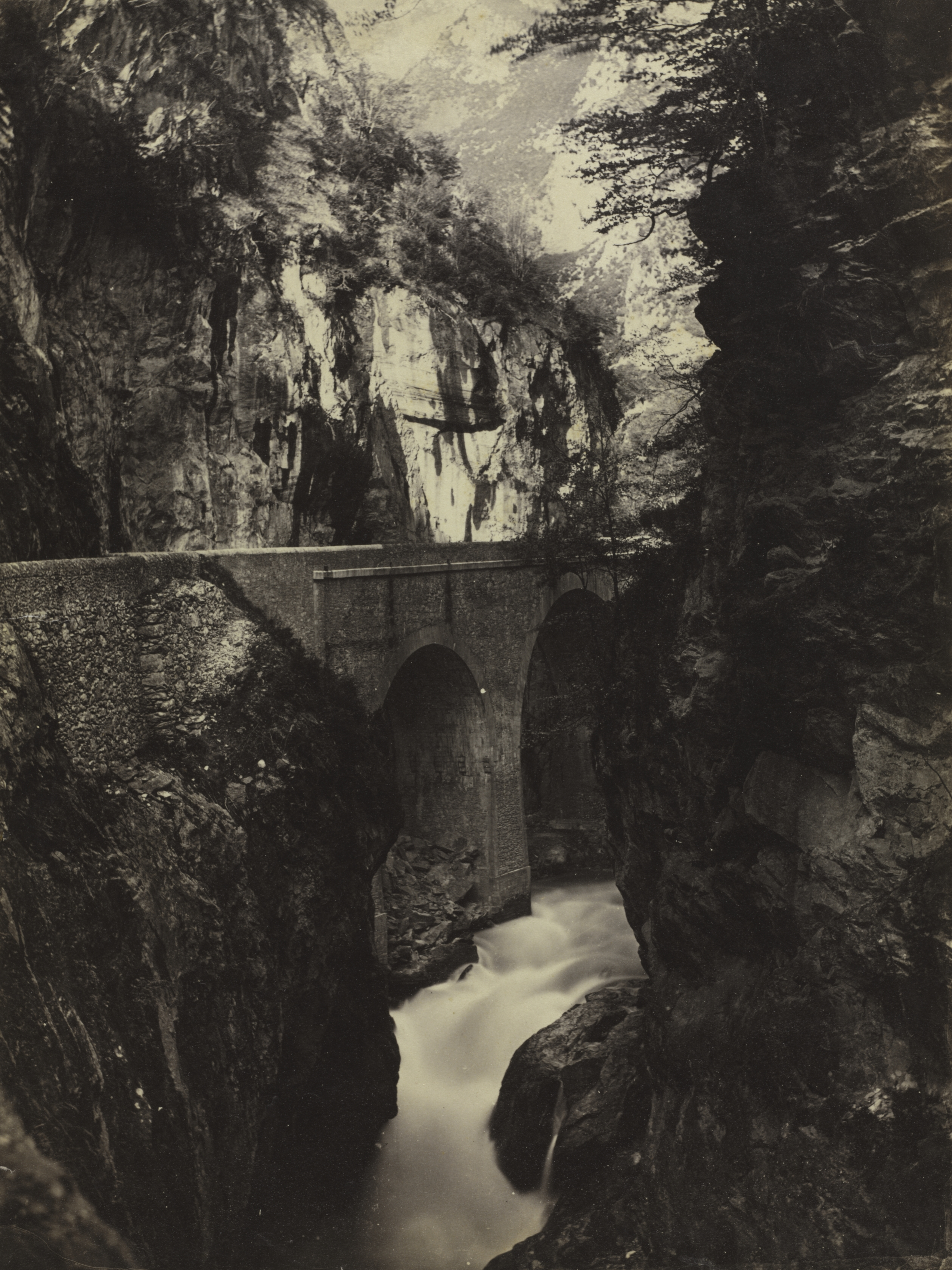
Cesta do Eaux-Chaudes, Pyreneje, 1850
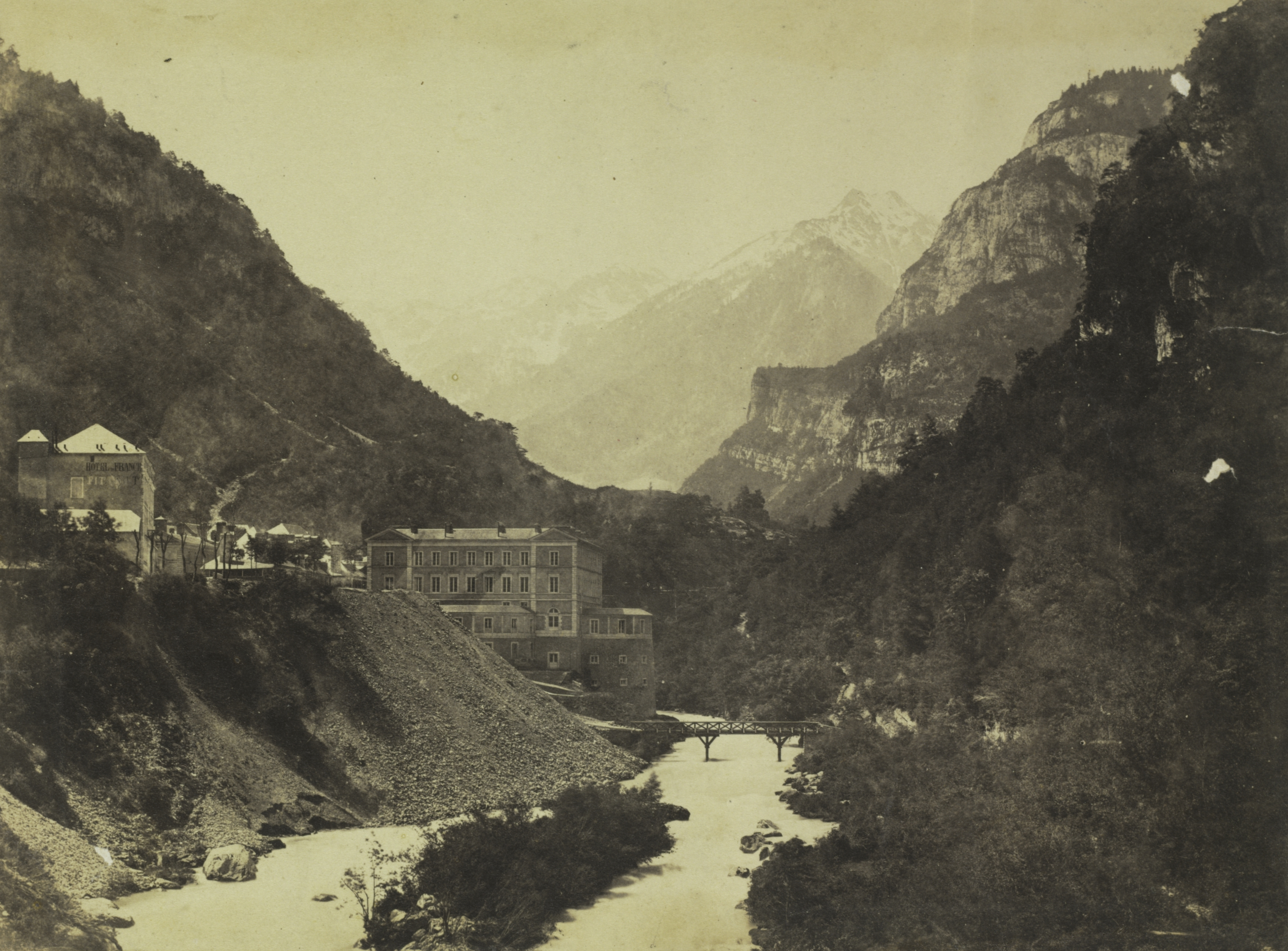
Eaux-Chaudes, Pyreneje, 1850